# Obolcola inconclusaria
Obolcola inconclusaria är en fjärilsart som beskrevs av Walker 1862. Obolcola inconclusaria ingår i släktet Obolcola och familjen mätare. Inga underarter finns listade i Catalogue of Life.